# Meistriliiga (2017)
Meistriliiga 2017 (znana jako A. Le Coq Premium liiga ze względów sponsorskich) była 27. edycją najwyższej klasy rozgrywkowej piłki nożnej w Estonii.
Brało w niej udział 10 drużyn, które w okresie od 4 marca do 4 listopada 2017 rozegrały 36 kolejek meczów. Obrońcą tytułu był FCI Tallinn. Mistrzostwo po raz jedenasty w historii zdobyła drużyna Flora Tallinn.

## Uczestniczące drużyny
| Uczestnicy poprzedniej edycji | Uczestnicy poprzedniej edycji | Uczestnicy poprzedniej edycji | Uczestnicy poprzedniej edycji |
| --- | ----------------------------- | ----------------------------- | ----------------------------- |
| INF | Tallinna FC Infonet           | Tallinn                       | 1                             |
| LEV | Levadia Tallinn               | Tallinn                       | 2                             |
| NÕM | Nõmme Kalju                   | Tallinn                       | 3                             |
| FLO | Flora Tallinn                 | Tallinn                       | 4                             |
| SLK | JK Sillamäe Kalev             | Sillamäe                      | 5                             |
| PAI | Paide Linnameeskond           | Paide                         | 6                             |
| TMT | Tartu JK Tammeka              | Tartu                         | 7                             |
| NVA | JK Narva Trans                | Narwa                         | 8                             |
| po barażach |                               |                               |                               |
| PÄR | Pärnu Linnameeskond           | Parnawa                       | 9                             |
| Awans z Esiliigi |                               |                               |                               |
| VTU | Viljandi Tulevik              | Viljandi                      | 1                             |
| |                               |                               |                               |
| VPR | FC Pärnu Vaprus               | Parnawa                       | [ a ]                         |
| Oznaczenia: - kolumna pierwsza – skróty nazw drużyn, - kolumna trzecia – siedziba klubu, - kolumna czwarta – miejsce zajęte w poprzednim sezonie. |                               |                               |                               |

## Tabela
| Lp. | Drużyna             | M  | Z  | R  | P  | B+  | B–  | +/–  | Pkt | Kwalifikacja lub spadek                     |
| --- | ------------------- | -- | -- | -- | -- | --- | --- | ---- | --- | ------------------------------------------- |
| 1   | Flora Tallinn (M)   | 36 | 28 | 6  | 2  | 100 | 28  | +72  | 90  | Liga Mistrzów UEFA • I runda kwalifikacyjna |
| 2   | Levadia Tallinn (P) | 36 | 25 | 9  | 2  | 106 | 20  | +86  | 84  | fuzja                                       |
| 3   | Nõmme Kalju         | 36 | 24 | 6  | 6  | 101 | 32  | +69  | 78  | Liga Europy UEFA • I runda kwalifikacyjna   |
| 4   | FCI Tallinn         | 36 | 20 | 5  | 11 | 103 | 47  | +56  | 65  | fuzja                                       |
| 5   | Narva Trans         | 36 | 13 | 6  | 17 | 46  | 63  | −17  | 45  | Liga Europy UEFA • I runda kwalifikacyjna   |
| 6   | Paide Linnameeskond | 36 | 10 | 8  | 18 | 47  | 88  | −41  | 38  |                                             |
| 7   | Tartu Tammeka       | 36 | 9  | 10 | 17 | 40  | 63  | −23  | 37  |                                             |
| 8   | Viljandi Tulevik    | 36 | 8  | 4  | 24 | 34  | 95  | −61  | 28  |                                             |
| 9   | Pärnu Vaprus        | 36 | 2  | 2  | 32 | 29  | 146 | −117 | 8   | [ iii ]                                     |
| 10  | Sillamäe Kalev (W)  | 36 | 10 | 6  | 20 | 52  | 76  | −24  | 36  | [ iv ]                                      |

1. ↑  Infonet zmienił nazwę ze względu na ograniczenia UEFA dotyczące nazw sponsorów i przyjął nazwę FCI Tallinn[2].
2. ↑  FCI Tallinn połączył się po sezonie z Levadia Tallinn[3], która zmieniła swoją oficjalną nazwę na FCI Levadia Tallinn[4], zachowując jednocześnie siedzibę, stadion i prezydenturę.
3. ↑  Zaplanowany baraż o awans z Pärnu Vaprus nie odbył się ze względu na wakat pozostawiony przez FCI Tallinn.
4. ↑  Komisja Licencyjna Estońskiego Związku Piłki Nożnej (EJL) podjęła decyzję o anulowaniu licencji Sillamäe Kalev na Premium League[5][6].

## Wyniki
| Gospodarz \ Gość    | FCI | FLO  | LEV | NAR | NÕM | PAI | SIL | TAM | TUL | VAP  | FCI | FLO | LEV | NAR | NÕM | PAI | SIL | TAM | TUL | VAP |
| ------------------- | --- | ---- | --- | --- | --- | --- | --- | --- | --- | ---- | --- | --- | --- | --- | --- | --- | --- | --- | --- | --- |
| FCI Tallinn         |     | 0–1  | 0–1 | 4–1 | 2–2 | 6–1 | 2–2 | 2–1 | 5–0 | 11–1 |     | 1–3 | 2–1 | 1–3 | 1–2 | 6–1 | 3–0 | 1–1 | 7–0 | 7–1 |
| Flora Tallinn       | 3–0 |      | 1–1 | 4–2 | 2–0 | 3–0 | 2–0 | 4–0 | 7–0 | 2–0  | 2–4 |     | 3–3 | 1–0 | 0–4 | 3–0 | 3–2 | 2–0 | 3–2 | 3–0 |
| Levadia Tallinn     | 1–0 | 0–0  |     | 3–1 | 1–1 | 7–0 | 5–0 | 2–1 | 5–0 | 8–0  | 3–2 | 0–0 |     | 2–0 | 2–0 | 8–0 | 5–0 | 3–1 | 6–0 | 3–0 |
| Narva Trans         | 1–2 | 0–2  | 0–0 |     | 1–0 | 1–1 | 3–1 | 1–2 | 2–1 | 3–0  | 1–3 | 0–7 | 0–0 |     | 0–3 | 0–1 | 1–1 | 3–1 | 1–2 | 3–1 |
| Nõmme Kalju         | 3–2 | 1–1  | 1–2 | 2–0 |     | 1–0 | 2–1 | 5–1 | 8–0 | 3–0  | 2–4 | 0–1 | 1–1 | 8–1 |     | 2–2 | 8–0 | 1–0 | 5–1 | 6–0 |
| Paide Linnameeskond | 1–1 | 1–3  | 2–5 | 1–5 | 0–1 |     | 2–1 | 1–1 | 1–2 | 3–2  | 1–3 | 1–2 | 0–4 | 3–1 | 0–4 |     | 0–3 | 1–1 | 4–2 | 3–2 |
| Sillamäe Kalev      | 1–4 | 0–3  | 1–1 | 1–1 | 1–2 | 2–0 |     | 2–0 | 1–0 | 1–3  | 1–0 | 1–2 | 0–9 | 3–1 | 0–0 | 1–3 |     | 1–2 | 0–1 | 9–0 |
| Tartu Tammeka       | 2–0 | 0–2  | 0–2 | 1–1 | 1–3 | 0–0 | 1–1 |     | 2–1 | 2–1  | 1–4 | 2–3 | 1–4 | 0–2 | 0–3 | 1–1 | 3–1 |     | 1–1 | 2–1 |
| Viljandi Tulevik    | 0–2 | 0–2  | 0–2 | 1–2 | 0–2 | 2–3 | 1–0 | 1–3 |     | 2–1  | 1–1 | 2–2 | 1–0 | 0–1 | 1–3 | 1–4 | 0–3 | 1–1 |     | 4–1 |
| Pärnu Vaprus        | 0–6 | 0–10 | 1–2 | 0–2 | 2–6 | 0–4 | 1–3 | 1–1 | 2–0 |      | 1–4 | 1–8 | 0–4 | 0–1 | 1–6 | 1–1 | 2–7 | 0–3 | 2–3 |     |

## Najlepsi strzelcy
| Bramki | Strzelcy              | Drużyna         |
| ------ | --------------------- | --------------- |
| 27     | Albert Prosa          | FCI Tallinn     |
| 27     | Rauno Sappinen        | Flora Tallinn   |
| 20     | Rimo Hunt             | Levadia Tallinn |
| 18     | Aleksandr Volkov      | Sillamäe Kalev  |
| 16     | Zakaria Beglarishvili | Flora Tallinn   |
| 16     | Jewgienij Charin      | FCI Tallinn     |
| 16     | Liliu                 | Nõmme Kalju     |
| 16     | João Morelli          | Levadia Tallinn |
| 12     | Yevgeni Kobzar        | Levadia Tallinn |
| 11     | Nikita Andriejew      | Levadia Tallinn |
| 11     | Artjom Dmitrijev      | Nõmme Kalju     |

Źródło:

## Stadiony
| Flora Tallinn   |
| --------------- |
| A. Le Coq Arena |
|                 |

| Levadia Tallinn  |
| ---------------- |
| Stadion Kadriorg |
|                  |

| FCI Tallinn                |
| -------------------------- |
| Infoneti Lasnamäe staadion |
|                            |

| Narva Trans               |
| ------------------------- |
| Narva Kreenholmi staadion |
|                           |

| Nõmme Kalju   |
| ------------- |
| Hiiu staadion |
|               |

| Paide Linnameeskond           |
| ----------------------------- |
| Stadion Paide Ühisgümnaasiumi |
|                               |

| Sillamäe Kalev         |
| ---------------------- |
| Stadion Sillamäe Kalev |
|                        |

| Tartu Tammeka  |
| -------------- |
| Tamme staadion |
|                |

| Viljandi Tulevik       |
| ---------------------- |
| Viljandi linnastaadion |
|                        |

| Pärnu Vaprus        |
| ------------------- |
| Pärnu Rannastaadion |
|                     |

Źródło: